# Camille (película)
Camille (en Argentina y en Venezuela, La dama de las camelias; en España, Margarita Gautier) es una película basada en la novela de Alejandro Dumas La dama de las camelias. La película fue dirigida por George Cukor en 1937.

## Argumento
Una cortesana parisina de finales del siglo XIX está dispuesta a cambiar de vida por amor. Su futuro suegro arruinará sus planes.

## Reparto
- Greta Garbo como Margarita Gautier
- Robert Taylor como Armand Duval
- Lionel Barrymore como Monsieur Duval
- Elizabeth Allan como Nichette
- Jessie Ralph como Nanine
- Henry Daniell como Barón de Varville
- Lenore Ulric como Olympe

## Premios
Greta Garbo obtuvo el Premio del Círculo de críticos de cine de Nueva York y fue candidata al Oscar a la mejor actriz.
National Board of Review
| Año  | Reconocimiento                | Resultado |
| ---- | ----------------------------- | --------- |
| 1937 | Diez películas más destacadas | Incluida  |